# Aristostomias
Aristostomias es un género de peces que pertenece a la familia Stomiidae. Viven en el Océano Pacífico, Atlántico e Índico.

## Especies
Especies reconocidas:
- Aristostomias grimaldii Zugmayer, 1913
- Aristostomias lunifer Regan & Trewavas, 1930
- Aristostomias polydactylus Regan & Trewavas, 1930
- Aristostomias scintillans (C. H. Gilbert, 1915)
- Aristostomias tittmanni W. W. Welsh, 1923
- Aristostomias xenostoma Regan & Trewavas, 1930